# Російська академія народного господарства і державної служби
Російська академія народного господарства та державної служби при Президенті РФ (РАНХ або РАНХіГС) — російська бюджетна освітня установа вищої професійної освіти. Академія створена указом Президента РФ Дмитра Медведєва 20 вересня 2010 року шляхом приєднання Російська академія державної служби та 12 регіональних ВНЗ до Академії народного господарства.

## Створення
Формально єдина академія має титул «при Президентові РФ», проте її засновником є Уряд Росії. При цьому з Адміністрацією Президента РФ будуть узгоджуватися кадрові призначення в майбутню академію. Академія першою серед російських ВНЗ отримала державну акредитацію MBA і реалізувала програму DBA.
Голова опікунської ради Академії — Сергій Наришкін.

### Склад
- Російська академія державної служби
- Волго-Вятская академія державної служби
- Волгоградська академія державної служби
- Далекосхідна академія державної служби
- Орловська регіональна академія державної служби
- Поволзька академія державної служби ім. Столипіна
- Північно-Західна академія державної служби
- Північно-Кавказька академія державної служби
- Сибірська академія державної служби
- Уральська академія державної служби
- Московська академія державного та муніципального управління
- Інститут підвищення кваліфікації державних службовців
- Приморський інститут державного та муніципального управління

Академія — найбільший в Росії і Європі університет соціально-економічного та гуманітарного профілю, вона має право самостійно встановлювати освітні стандарти та вимоги для реалізованих нею освітніх програм вищої професійної освіти.
Академія — найбільший навчальний заклад Росії, 68 філій працюють в 53 суб'єктах РФ. На 1 січня 2012 р. число студентів академії та її філій, становило 207 тис., в тому числі студентів очної форми навчання вищої освіти — понад 35 тис. чоловік.
В академії реалізуються основні професійні освітні програми — 22 програми бакалаврату, 26 програм підготовки спеціаліста, 14 програм магістратури. Реалізується 31 програма середньої професійної освіти, реалізуються 700 програм додаткової професійної освіти. Щорічно оновлюється близько 30 відсотків зазначених програм.
Діє аспірантура (65 наукових спеціальностей) та докторантура (25 наукових спеціальностей) в рамках діяльності 33 дисертаційних рад. В академії працюють понад 700 докторів наук і професорів, понад 2300 кандидатів наук і доцентів. Серед викладачів — академіки РАН Абел Аганбегян (з 1989 по 2002 р. — ректор Академії народного господарства при Уряді РФ) і Тетяна Заславська.
Бібліотечний фонд налічує 7 млн книг, включає бібліотеку Державної думи РФ (створена 1906 року), Демидівську бібліотеку. Московський кампус налічує понад 315 тис. м2 площі. Сукупні площі філіальної мережі перевищують 451 тис. м2.

## Знамениті професори Академії
- Аганбегян Абел Гезевіч
- Заславська Тетяна Іванівна
- Календжян Сергій Огановіч
- Кравець Михайло Анатолійович
- Христенко Віктор Борисович

Кушлін Валерій Іванович — завідувач кафедри державного регулювання економіки МІГСУ РАНХіГС, доктор економічних наук, професор, дійсний член Російської академії природничих наук, заслужений економіст Російської Федерації.